# Kilómetro 111
Kilómetro 111 és una pel·lícula argentina en blanc i negre dirigida per Mario Soffici amb guió de Enrique Amorim, Carlos A. Olivari i Sixto Pondal Ríos que va ser estrenada el 31 d'agost de 1938 i els principals intèrprets del qual van ser Pepe Arias, Ángel Magaña, Delia Garcés, José Olarra, Miguel Gómez Bao.
En una enquesta de les 100 millors pel·lícules del cinema argentí duta a terme pel Museo del Cine Pablo Ducrós Hicken l'any 2000, la pel·lícula va aconseguir el lloc 33.

## Sinopsi
El film s'inscriu en el gènere dramàtic i si bé està centrat en la crítica social també conté elements de la comèdia i el melodrama. El rerefons de la narració està constituït per la confrontació de diferents sectors econòmics: els agricultors es queixaven del ferrocarril (en aquest moment de propietat britànica) acusant-los de dificultar-los el transport de la seva producció i ser còmplices dels acaparadors de grans que compraven el cereal als productors per a després revendre'l als exportadors i industrials) i consideraven aquests últims obtenien sense risc un guany injust per la mera intermediació en perjudici dels productors que disminuïa el que rebien pel seu treball.
D'altra banda la construcció de noves i millors carreteres que en molts casos corrien paral·leles a les vies del ferrocarril estava encoratjant el transport de càrrega per camió en competència amb el ferrocarril, amb l'efecte d'abaratir costos. El guió s'inclina decididament per un punt de vista que condemna el paper de l'intermediari i que considera que els interessos del ferrocarril i per extensió els dels homes de la ciutat, s'oposen en molts aspectes als dels productors, això és "als homes del camp". En la trama argumental Ceferino, el flamant cap de l'estació de ferrocarril de quilòmetre 111 contravé les ordres expresses que va rebre dels seus superiors i els dona als productors a crèdit en noli perquè transportin el fruit d'una collita que ha estat excepcionalment bona i que en cas contrari haguessin hagut de vendre a menor preu a l'acaparador ja que no comptaven amb els diners per pagar-los i el banc els negava el crèdit. A conseqüència d'això és cridat a donar explicacions a Buenos Aires i acomiadat. En tornar, troba que els veïns en retribució de la seva ajuda li han comprat una estació de venda de combustibles és a dir que tindrà una nova ocupació vinculada a l'incipient transport automotor que és vist (pels guionistes) com un "alliberament econòmic".

## Repartiment
- Pepe Arias
- Ángel Magaña
- Delia Garcés
- José Olarra
- Miguel Gómez Bao
- Héctor Méndez
- Inés Edmonson
- Juan Bono
- Choly Mur
- Arturo Podestá
- Eduardo Zucchi
- Alberto Terrones
- Julio Renato
- Leticia Scury
- Héctor Ferraro
- Adolfo Meyer
- Cirilo Etulain